# Sur le fil du rasoir (album)
Pour les articles homonymes, voir Sur le fil du rasoir.
Albums de Kool Shen
Crise de conscience
(2009)
Singles
1. Ma rime
Sortie : 15 janvier 2016

Sur le fil du rasoir est le troisième album studio du rappeur français Kool Shen, sorti en 2016 sur le label Def Jam France.
Cet album sort sept ans après son dernier album Crise de conscience.

## Composition
L'album contient des collaborations avec Jeff Le Nerf, Lino, Lyricson, Soprano et la chanteuse Sonia Nesrine.

## Singles
Le premier extrait de l'album est le morceau Ma rime, sorti le 15 janvier 2016. Le premier clip du projet, Faudra t'habituer, en collaboration avec Jeff Le Nerf, le 5 février.
Après la sortie de l'album, d'autres clips extraits du projet sont dévoilés : Debout le 3 mars, Edgar le 30 mars, Au pied de mon âme le 6 juillet et Ma rime le 17 novembre.

## Clips vidéo
- Faudra t'habituer, dévoilé le 5 février 2016[3].
- Debout, dévoilé le 3 mars 2016[4].
- Edgar, dévoilé le 30 mars 2016[5].
- Au pied de mon âme, dévoilé le 6 juillet 2016[6].
- Ma rime, dévoilé le 17 novembre 2016[7].

## Liste des pistes
| 1.    | Déclassé                                   | El Gaouli                       | 2:48 |
| 2.    | Faudra t'habituer (featuring Jeff Le Nerf) | Richie Beats                    | 3:50 |
| 3.    | La France est internationale               | Therapy                         | 4:09 |
| 4.    | Au pied de mon âme                         | DJ Shean                        | 3:52 |
| 5.    | Edgar                                      | Aurélien Mazin, El Gaouli, Kore | 3:43 |
| 6.    | Sais-tu danser ? (featuring Soprano)       | Redrum Music                    | 3:52 |
| 7.    | Ghetto Youth                               | Aurélien Mazin, Kore, Zbona     | 3:16 |
| 8.    | Sur le fil du rasoir                       | Redrum Music                    | 3:22 |
| 9.    | Ma rime                                    | Aurélien Mazin, El Gaouli, Kore | 3:57 |
| 10.   | Over (featuring Lyricson)                  | Seb Nahon, Sec.Undo             | 4:11 |
| 11.   | Classic (featuring Lino)                   | Loxon, Therapy                  | 4:16 |
| 12.   | J'oublierai (featuring Sonia Nesrine)      | Richie Beats                    | 3:22 |
| 13.   | Debout                                     | Mani Deïz                       | 3:38 |
| 48:16 |                                            |                                 |      |

## Accueil

### Commercial
Durant sa première semaine d'exploitation, Sur le fil du rasoir s'est vendu à 6 700 exemplaires, dont 5 100 ventes physiques et 1 600 ventes digitales,. Durant la deuxième semaine, il s'est écoulé à 3 800 exemplaires.

### Classements
| Pays                         | Meilleure position |
| ---------------------------- | ------------------ |
| France (SNEP)                | 5                  |
| Belgique (Wallonie Ultratop) | 11                 |
| Suisse (Schweizer Hitparade) | 27                 |